# Gießen (distrito)
Gießen é um distrito da Alemanha, na região administrativa homónima, estado de Hessen.

## História
Em 1821, a região do atual distrito testemunhou a criação dos distritos de Giessen e Grünberg como parte de uma reestruturação administrativa interna do ducado de Hessen-Darmstadt. Posteriormente, em 1822, o distrito de Hungen também foi estabelecido. Porém, em 1832, essas unidades deram lugar a estruturas maiores chamadas Kreis. Nesse período, Giessen e Grünberg permaneceram como os dois principais distritos. A dinâmica entre essas regiões continuou, com algumas mudanças municipais ocorrendo entre Grünberg, Giessen e Hungen ao longo dos anos subsequentes.

## Cidades e Municípios

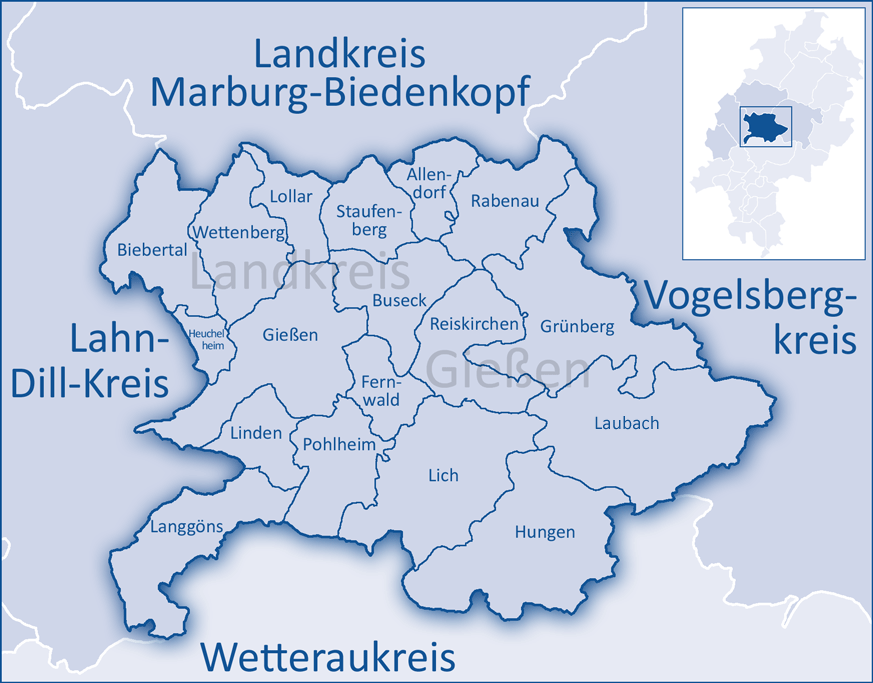

| Cidades | Municípios                                                                                            |
| --- | --- |
| 1. Allendorf (Lumda) 2. Gießen 3. Grünberg 4. Hungen 5. Laubach 6. Lich 7. Linden 8. Lollar 9. Pohlheim 10. Staufenberg | 1. Biebertal 2. Buseck 3. Fernwald 4. Heuchelheim 5. Langgöns 6. Rabenau 7. Reiskirchen 8. Wettenberg |